# Populatiedichtheid
Populatiedichtheid, populatiedensiteit of bevolkingsdichtheid is een term uit de ecologie die verwijst naar het aantal individuen van een populatie (de populatiegrootte) die zich binnen een geografisch begrensd gebied bevinden. Het drukt uit hoeveel individuen zich per oppervlakte- of volume-eenheid bevinden.
De formule hiervoor is:
Dp = N / A, waarin
- Dp = dichtheid
- N = populatiegrootte, aantal aangetroffen individuen van de betreffende soort
- A = totale oppervlakte of volume

De populatiedichtheid is afhankelijk van abiotische en biotische factoren, van voedselaanbod en van geografische factoren als het aantal niches en de vorm van de habitats. Ecosystemen vertonen vaak grote ruimtelijke en temporele variatie in populatiedensiteit, die veroorzaakt worden door fluctuaties in biotische en abiotische kenmerken en eigenschappen van een habitat.
Bij planten spreekt men van abundantie en bij mensen van bevolkingsdichtheid.